# Televisió a França

Dibuix d'una televisió amb una bandera francesa

La implantació de la televisió a França està lligada a la història de la televisió en general. El país fou dels prioners a proposar al públic el nou producte que, això no obstant, esdevé ràpidament objecte d'atenció dels governs francesos que miren de monopolitzar no només el senyal televisiu, sinó igualment el radiofònic però que, malgrat tot, no aconsegueix fer front a les ràdios i televisions de parla francòfona que s'emeten als països satèl·lits. Caldrà esperar a la dècada dels 1980 per veure l'alliberament de les ones i l'aparició dels primers canals privats. França també fou dels primers països al món que experimentaren amb la televisió per satèl·lit, per cable i de color, això sense parlar de la televisió panoràmica o de la incorporació dels teletexts.

## Especificitat del mercat televisiu francès
L'especificitat del mercat televisiu francès és que opera de forma globalitzadora. És a dir, els canals de televisió procedents de França són canals que poden veure's en obert a la resta de països francòfons o a voltes a les antigues colònies. Així, per exemple, a Bèlgica s'hi poden veure els canals dels grup Canal +, M6 o France Télévisions. De fet, els mateixos operadors francesos operen fora de les seves fronteres. És el cas {de SFR o de Orange.
Països europeus que reben senyal francès:
- Andorra
- Bèlgica
- Luxemburg
- Mònec
- Suïssa

Colònies o antigues colònies:
- Illa de la Reunió
- Caledònia
- Polinèsia francesa
- Guiana
- Guadelupa
- Martinica
- Antigues colònies africanes

## Història de la televisió a França

### Televisió hertziana analògica i per cable

#### Control informatiu
La televisió i la ràdio han estat des de ben inicialment una raó d'estat a França, just a les primeres dècades del segle xx.
L'estat francès sempre havia tingut {interès de controlar les ràdios perquè són un mitjà fora del seu abast i no volia cap lliure circulació de la informació. Per això, des que s'inventa la ràdio, i la mateixa cosa s'esdevé amb la televisió, que s'hi organitza un monopoli estatal. Empresaris francesos, homes i dones, gens omplerts de joia per aquest control, instal·len ràdios i televisions tot just a petits països situats a la frontera francesa des d'on emeten programació lliure, són les anomenades "ràdios perifèriques".
La concentració de la ràdio i la televisió en un mateix organisme estatal es dur a terme durant el govern de Poincaré. La Postes, Télégraphes et Téléphones o PTT fou l'ens encarregada de les primeres emissions de televisió i de ràdio, però, per bé que des de la primera dècada del segle XX fa proves, les emissions en obert tindran únicament lloc durant els anys 1930. El primer canal generalista llançat fou Radio PTT Vision, que no abraçà la totalitat del territori francès. Es limitava a poc més que París.

#### Segona Guerra Mundial
Durant la Segona Guerra Mundial, la resistència francesa resol sabotejar les emissions de televisió un cop que el feixisme arriba a controlar una part del país. De fet, les mateixes ràdios perifèriques quedaren pràcticament sota el control nazi. L'estat alemany pretenia, com l'homòleg francès, controlar les emissions que s'emetien i, per això, els Jocs Olímpics de Berlín foren, televisivament parlament, el cas per fer-hi propaganda al règim. Les emissions dites lliures tornen a ser operatives amb l'alliberament de França al final de la guerra.
El govern sortint, sota l'ègida de Charles De Gaulle, redefineix la ràdio-difusió al país i procura reconstruir-hi un veritable monopoli, però també televisiu. La guerra serà, de fet, declarada a les "ràdios perifèriques"; és el cas de Ràdio Andorra, Ràdio Monte-Carlo o Ràdio Luxemburg. Llavors, davant la implantació d'una xarxa encara incontrolada, es podia rebre igualment el senyal de la BBC i l'RTBF belga. En aquest sentit, el govern francès va crear dos organismes nous, un per a cada mitjà, la Radiodifusion Française (RDF) i la Radioffifusion-télévision Française (RTF), dels quals neixen els primers telenotícies i des d'on es retransmet igualment el coronament de la reina del Regne Unit, Elisabeth II, un esdeveniment cabdal en la història de la televisió. Fou, efectivament, el cas per tal que televisions de països diferents col·laboressin en una primera retransmissió internacional.

#### Naixement de l'UER
D'aquesta experiència, Bèlgica proposa la creació de l'UER, la primera posada en marxa de contingut televisiu entre televisions de diversos països. És gràcies a això que avui dia es pot gaudir a Europa de retransmissions de partits de la UEFA o del Festival d'Eurovisió.
Som a la dècada dels anys 1950 i la televisió s'implanta una miqueta per tot Europa, si bé les llars encara no poden comprar-se cap televisor perquè els primers aparells a la venda són massa cars. A la competència radiofònica, s'hi afegirà ben aviat la televisiva i de "ràdios perifèriques" es passarà a parlar igualment de "televisions perifèriques"; fou el cas de Télé Monte-Carlo. Tant és així que el govern francès decideix a partir de 1956 reforçar les emissions regionals per evitar que el públic francès rebi la televisió suïssa o monegasca.
L'any 1956 és clau a la història de la televisió en general perquè al mes de desembre d'aquell any s'aconseguí emetre per primera vegada a la història, un senyal televisiu que comptés dues llengües en simultani (en concret es va provar amb el francès i l'àrab).

#### Introducció de la televisió via satèl·lit
L'RTF aconsegueix emetre a la dècada dels anys 1960 en tot el territori francès, moment en què, alhora, apareixen les primeres proves de televisió per satèl·lit. L'Office de Radiodifusion-télévision Française (ORTF) neix el 27 de juny del 1964. A finals de la dècada, s'introdueixen les primeres publicitats i es prova amb la televisió a color mitjançant un segon canal de televisió, dissenyat per Jean-Michel Folon. De miqueta en miqueta, entre els anys 1970 i 1980, es vertebra el panorama televisiu actual.
El 31 de desembre del 1972 apareix un tercer canal de televisió a França (C3, abreviació de Chaîne 3) que només el 25% de la població francesa pot rebre, essencialment l'Illa de França, Lió i el nord-est. El canal neix amb l'ambició de fer la competència a les "televisions perifèriques", però no caldrà molt de temps més perquè finalment el govern cedeixi i es comenci a alliberar les ones radiofòniques i televisives.

#### Final del monopoli estatal
L'alliberament de la televisió i les ràdios a la dècada dels anys 1980 va permetre la creació dels primers canals de televisió privats. TF1 era inicialment un canal públic però a la dècada l'estat el ven a un grup privat.
Entre el 1980 i el 1990 neixen M6, RTL, Arte, la Cinq i una nova manera de veure la televisió: Canal +. La Cinq es torna un fracàs televisiu. Berlusconi vol comprar-la, però aviat veu que França no és el millor indret per a fer-hi negocis. El model televisiu del que fora posteriorment president d'Itàlia no agrada de forma general al sistema mediàtic francès, molt tancat i gens obert a la implantació de canals estrangers. En aquest àmbit França ha anat fent la competència a canals estatunidencs per tal que tanquin les seves portes a França o simplement no s'hi instal·lin. És el cas dels canals ARTE o Histoire que substitueixen l'equivalent estatunidenc Historia.
La televisió dita berlusconista xoca el públic i els equips de creació de contingut televisiu francesos. Massa groller, gens ètic, és una mena de televisió que no arriba mai a instal·lar-se plenament. Paral·lelament, durant els anys noranta, l'Estat francès resol renovar la imatge dels seus dos primers canals de televisió, fent-los lluir els colors de la bandera francesa. La intenció era desbancar la centralitat de TF1 al panorama televisiu del país. Com que havia estat un canal estatal, quan es va vendre a una empresa privada, va recollir-ne tot el públic anterior. France 3 i France 2, els nous canals públics, han de renovar la seva imatge, fet que es fa moltes vegades ajudant-se d'algun sensacionalisme o reality xou.
Amb la caminada del temps, els canals públics es tornen una mena de programació de qualitat, de servei públic mentre que TF1 entra dins l'àmbit del sensacionalisme, els reality xou i els telenotícies pensats més per a captar públic, que per a informar. És un canal que continua brillant, però no pas per la seva qualitat. Es tornarà una mena de tele-escombreria.

#### Del cable a la TDT
Durant els anys noranta s'hi va veure néixer un nou panorama televisiu:
- estrena del primer canal panfrancòfon (TV5 monde)
- estrena de Canal + (televisió per cable)

Però és amb la dècada dels 2000 que el llistat televisiu s'amplia considerablement fins al punt d'arribar a proposar al públic una centena de canals de televisió entre l'oferta digital i per cable, això sense comptar amb les possibilitats que presentà la fibra òptica.
L'estat aprofita el cas per a obrir més canals de televisió, com el primer canal dedicat a les emissions en directe de l'Assemblea Nacional i del Senat.
El primer Big Brother francès (Loft Story) emès per M6 el 26 d'abril del 2001 bascula les audiències de TF1 a un canal petit, minoritari durant la dècada anterior, però que es torna una empresa de grans dimensions.

### Televisió digital terrestre
França, en tant que membre de la Unió Europea, s'hagué d'adaptar a les directives de l'ens supranacional i és mitjançant aquesta via que apareix el 31 de mars del 2005 la televisió digital terrestre, coneguda en el món francòfon com a "televisió numèrica terrestre". La implantació de la TDT ha França ha suposat l'entrada de nous canals de televisió i, sobretot, d'una gran varietat de grups o empreses que han decidit dedicar-se a la televisió. És interessant i alhora paradoxal remarcar que si a la dècada dels 1950, el govern francès lluita per desfer-se de les anomenades "televisions perifèriques", a la dècada dels 2000, amb l'entrada de la televisió digital terrestre tenim, d'una banda, un panorama mediàtic molt competitiu amb moltes opcions i, d'altra banda, una expansió del senyal francès que penetra en altres països, principalment francòfons, com és el cas de Bèlgica, Mònec, Luxemburg o Andorra.
La TDT a França, endemés, vindrà acompanyada dels primers senyals de televisió a la carta, en alta definició, en panoràmica i amb la substitució dels teletexts per una nova manera de veure la televisió. En tot cas, però, la seva implantació ha estat progressiva i l'apagada analògica no s'ha fet sistemàticament. Endemés, la televisió digital terrestre no té gaire sentit en el país, ja que les operadores de telecomunicacions franceses proposen fórmules prou atractives que inclouen de sèrie la televisió, internet i telèfon, mòbil o fix, d'entrada, sense necessitat de pagar cap extra addicional. Resumidament, el públic no consumeix TDT, sinó cable o fibra òptica.

## Llista de canals

### Emissions obertes
La televisió digital terrestre no té sentit per al públic francès atès que tots els teleoperadors del país ofereixen fórmules perquè de forma pràcticament obligatòria el client adquireixi d'una sotragada i dins de la mateixa operadora televisió, internet, telèfon fix i mòbil. Això fa que pràcticament el 90% de la població vegi la televisió a través d'una fórmula de pagament que pot ser mitjançant cable o fibra òptica.
| Canals gratuïts: - TF1 - France 2 - France 3 - France 4 - France 5 - France Ô - M6 - Arte - C8 - W9 - TMC - TFX - NRJ12 - BFM TV - CNews - CStar - L'Équipe - 6ter - Numéro 23 - RMC Découverte - LCI - France Info - Public Sénat / LCP | Canals de pagament: - Canal + - Guilli - Chérie 25 - Euronews - TF1 Séries Films |  |

El fet més important de l'oferta televisiva francesa és que a diferència d'allò que succeeix als països europeus més propers, l'oferta televisiva inclou canals de televisió de més d'un grup. És a dir, si comparem, per exemple, el panorama televisiu espanyol amb el francès, o el portuguès amb el francès, veiem que a Espanya dos grans grups oligopolitzen el mercat (Mediaset i Atresmedia) mentre que a França existeixen més de tres grups (TF1, M6, Canal + i altres grups més petits). A Portugal, per exemple, dos grups es disputen el mercat (Prisa o Atresmedia i SIC).

### Per cable
Tot i que existeix una varietat força extensa de teleoperadors hi ha quatre grans grups que han aconseguit aglutinar la gran majoria de la població francesa. Es tracta d'Orange, Free, SFR i Bouygues. Tots han ofert televisió per cable i, a la dècada dels 2010, es trobaven en mutació cap a la fibra òptica. L'oferta televisiva hi arriba de forma general, fent un balanç global, al centenar de canals, pràcticament tots de procedència francesa o nord-americana.
| - 13è Rue - AB1 - AB Moteurs - Altice Studio - BeIn Sports (i totes les seves variants) - BFM Sport - BFM Business - Boomerang - Canal J - Canal + (i totes les seves variants) - Cartoon Network - Clubbing TV - Discovery Channel (i totes les seves variants) - Disney Channel (i totes les seves variants) - E! - Euronews | - Eurosport (i totes les seves variants) - Fashion TV - France 24 - Game One - Histoire - Infosport+ - J-One - La Chaîne météo - M6 Boutique - M6 Musique - Mangas - Ma chaîne étudiante - MCM - MCM Top - Melody - Mezzo Live - MTV (i totes les seves variants) - National Geographic Channel (i totes les seves varietats) - NRJ HITS - OCS Choc (i totes les seves variants) - Pink TV - Toute l'Histoire |

### Per via satèl·lit
Són pocs els grups de televisió francesos que hagin apostat pel satèl·lit raó per la qual la varietat de canals de televisió de parla francesa que es poden veure per satèl·lit és limitada. En tot cas destaca la posada en marxa de TV5Monde, l'únic canal amb vertadera vocació internacional, d'abraçar qualsevol territori no francòfon del planeta. Tot i així, gràcies a la TDT els telespectadors francesos tenen la possibilitat de veure els canals de la TDT que es reben a França mitjançant satèl·lit.

### IPTV i fibra òptica
La majoria dels operadors francesos ja han mutat i ofereixen en la majoria dels casos televisió per internet, siga a través d'ADSL o de fibra òptica. L'oferta televisiva no varia gaire d'aquella que s'obté mitjançant el cablejat. Orange concretament ha apostat molt a la dècada dels 2010 per la fibra òptica de manera que de facto els seus productes són o s'orienten cap a l'IPTV mitjançant fibra òptica. En aquest sentit és especialment remarcable l'opció que ofereix Free. Free és un teleoperador més que a diferència de la competència no disposa d'oficines i focalitza tot el seu servei a través de la xarxa i el telèfon. Els clients que contracten amb Free ho fan directament per Internet i per telèfon, els serveis que ofereix l'operador també es preveuen mitjançant internet i això l'ha diferenciat de la resta perquè permet oferir al públic unes tarifes molt més econòmiques. Paral·lelament s'han anat desenvolupant proveïdors independents com ara Molotov.tv que ofereixen únicament televisió per internet, a més d'una forma diferent d'explotar-se, més propera al concepte d'Smart TV.